# Pasi Välimäki
Pasi Välimäki, född 1 september 1965 i Åbo, är en finländsk generalmajor.

## Biografi
Välimäki blev officer 1986 och brigadgeneral 6 december 2016 och utnämndes till kommendör för Karelska brigaden 1 januari 2017. Sedan 2019 har han varit Försvarsmaktens operationschef. Tidigare har han även tjänstgjort som sektorledare och avdelningsstabsofficer vid Huvudstaben, samt som biträdande operativ chef vid den finska krishanteringsstyrkan i Afghanistan. 
Från och med den 1 januari 2022 är Pasi Välimäki förordnad som kommendör för armén och direkt underställd kommendören för Försvarsmakten, general Timo Kivinen.

## Utmärkelser[4]
- Frihetskorsets 3. klass (FrK 3)
- Finlands Lejon riddartecknet 1:a klass
- Militärens förtjänstmedalj (Mil.fm)
- Natomedaljen (ISAF och KFOR)
- FN-medaljen (UNPROFOR och UNMOP)
- Meritorious Service Medal, USA
- Einsatzmedaille der Bundeswehr ISAF, Tyskland